# Бенешов на Черни
Бенешов на Черни (чеш. Benešov nad Černou) је насељено мјесто са административним статусом сеоске општине (чеш. obec) у округу Чешки Крумлов, у Јужночешком крају, Чешка Република.

## Становништво
Према подацима о броју становника из 2014. године насеље је имало 1.382 становника.